# Liste der Monuments historiques in Issy-les-Moulineaux
Die Liste der Monuments historiques in Issy-les-Moulineaux führt die Monuments historiques in der französischen Gemeinde Issy-les-Moulineaux auf.

## Liste der Bauwerke
| Bezeichnung                    | Beschreibung | Standort                                                           | Kennzeichnung | Schutzstatus   | Datum | Bild           |
| ------------------------------ | ------------ | ------------------------------------------------------------------ | ------------- | -------------- | ----- | -------------- |
| Schloss                        |              | 3, rue Marcellin-Berthelot (Lage)                                  | PA00088111    | Inscrit        | 1933  | weitere Bilder |
| Kirche Notre-Dame-des-Pauvres  |              | 27, boulevard Gallieni 4–6, rue Charlot (Lage)                     | PA92000018    | Inscrit        | 2007  |                |
| Kirche St-Étienne              |              | 5, Place de l’Eglise (Lage)                                        | PA00088112    | Inscrit        | 1929  | weitere Bilder |
| Hôpital suisse de Paris        |              | 23, avenue Jean-Jaurès 14, rue Minard (Lage)                       | PA92000002    | Inscrit        | 1996  |                |
| Tabakmanufaktur                |              | 17, rue Ernest-Renan Rue Georges-Dorie Rue Maurice-Hartmann (Lage) | PA00088113    | Inscrit        | 1984  | weitere Bilder |
| Palais des Arts et des Congrès |              | 23–25, rue Victor-Cresson (Lage)                                   | PA92000021    | Inscrit        | 2011  |                |
| Séminaire Saint-Sulpice        |              | 25 à 35, rue du Général-Leclerc 17 à 23, rue Minard (Lage)         | PA92000001    | Inscrit Classé | 1996  | weitere Bilder |
| Tour aux figures               |              | Île Saint-Germain (Lage)                                           | PA00088178    | Classé         | 2008  | weitere Bilder |

## Liste der Objekte
- Monuments historiques (Objekte) in Issy-les-Moulineaux in der Base Palissy des französischen Kultusministeriums